# Majanga spinosa
Majanga spinosa är en bönsyrseart som beskrevs av Giglio-tos 1915. Majanga spinosa ingår i släktet Majanga och familjen Liturgusidae. Inga underarter finns listade i Catalogue of Life.